# Saint-Dié-des-Vosges
Saint-Dié-des-Vosges (französisch, früher Sankt Diedolt oder auch Sankt Didel) ist eine Gemeinde im Osten von Frankreich mit 19.324 Einwohnern (Stand 1. Januar 2022) im Département Vosges in der Region Grand Est (bis 2015 Lothringen). Sie ist Verwaltungssitz (Unterpräfektur) des Arrondissements Saint-Dié-des-Vosges.

## Geografie
Saint-Dié liegt am Rande des Regionalen Naturparks Ballons des Vosges an der Westabdachung der Vogesen. Durch das Stadtgebiet fließt die obere Meurthe.
Nachbargemeinden von Saint-Dié-des-Vosges sind Hurbache und Denipaire im Norden, Saint-Jean-d’Ormont und Ban-de-Sapt im Nordosten, Nayemont-les-Fosses im Osten, Sainte-Marguerite und Saulcy-sur-Meurthe im Südosten, Taintrux im Süden, Les Rouges-Eaux und Mortagne im Westen sowie Saint-Michel-sur-Meurthe und La Voivre im Nordwesten.

## Geschichte
Der Name der Stadt geht auf den legendären Einsiedler Deodatus, Bischof von Nevers zurück, der im Jahr 679 hier gestorben sein soll. Im Vertrag von Meerssen wird sie 870 als eine der wichtigen Orte erwähnt, die dem neuen Reich Ludwigs des Deutschen zugeschlagen wurde (Regesta Imperii I., Nr. 1480).
Im Jahr 1507 wurde in Sankt Didel von Martin Waldseemüller eine Landkarte veröffentlicht, in der der neuentdeckte Erdteil Amerika erstmals so benannt wurde – nach Amérigo Vespucci, dem Waldseemüller bzw. Matthias Ringmann die Entdeckung zuschrieb. Die 1910 in New York gegründete Saint-Dié-Society wollte die Erinnerung an dieses Ereignis wachhalten.
Der französische Einfluss in der Region, die Teil des Heiligen Römischen Reiches war, nahm stetig zu. Im späten 17. Jahrhundert wurde das Elsass von Frankreich annektiert, Lothringen fiel 1766 an Frankreich. Aus dem 1871 errichteten Reichsland Elsaß-Lothringen zogen einige Elsässer zu.
Seit 1777 ist die Stadt Namensgeberin eines Bistums.
Nach der systematischen und fast kompletten Zerstörung durch die sich zurückziehende deutsche Wehrmacht und die Deportation der männlichen Bevölkerung zur Zwangsarbeit nach Deutschland im November 1944 sollte die Stadt im nüchternen Stil der 50er Jahre nach Plänen von Le Corbusier wiederaufgebaut werden. Stattdessen erhalten Jacques André und Paul Malot den Auftrag zum Wiederaufbau. Der für die Zerstörung verantwortliche General Hermann Balck wurde in Abwesenheit von einem französischen Militärgericht zu 20 Jahren Zwangsarbeit verurteilt.
Neben Balck waren auch der ehemalige Kommandierende General der IV. Luftwaffenfeldkorps, General Erich Petersen, der ehemalige Oberbefehlshaber der 19. Armee, General der Infanterie Friedrich Wiese, und der ehemalige Kommandeur der 198. Infanterie-Division, Generalmajor Otto Schiel, angeklagt. Diese wurden freigesprochen. Petersen und Schiel wurden vom französischen Gericht wegen Kriegsverbrechen schuldig gesprochen. Aufgrund einer französischen Verordnung von 1944 mussten aber beide die Strafe doch nicht antreten.

### Bevölkerungsentwicklung
| Jahr      | 1962   | 1968   | 1975   | 1982   | 1990   | 1999   | 2007   | 2019   | 2020   |
| Einwohner | 23.108 | 25.117 | 25.423 | 23.759 | 22.635 | 22.569 | 21.882 | 19.576 | 19.490 |

## Sehenswürdigkeiten

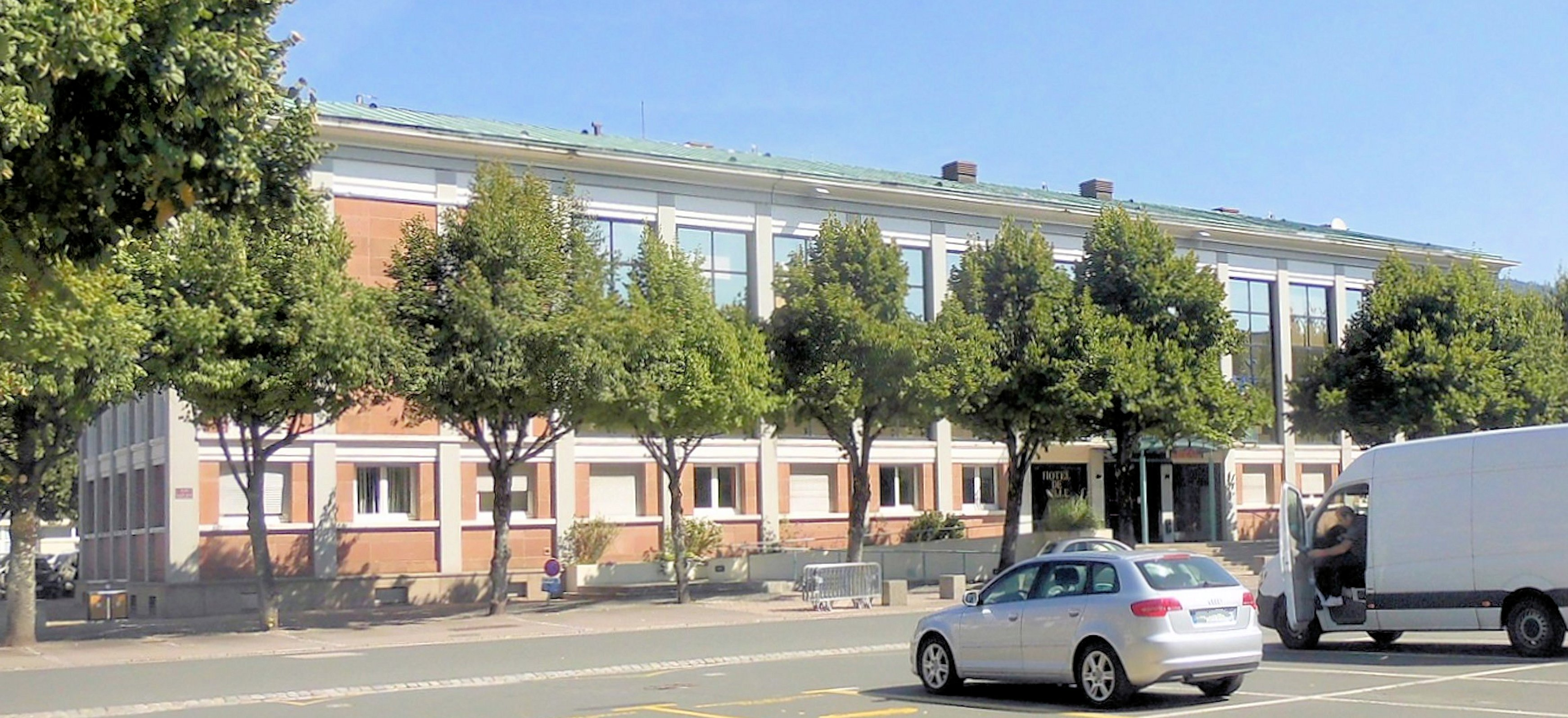
Rathaus

Freiheitsturm

- Freiheitsturm (Tour de la Liberté), anlässlich der Zweihundertjahrfeier der Französischen Revolution 1989 von Jean-Marie Hennin (Architekt) und Nicolas Normier (Spezialist für Metallbau) zunächst in den Tuilerien von Paris errichtet. Die Einweihung in Saint-Dié erfolgte am 14. Juli 1990. Widmung der Künstler: Aller eingesetzte Eifer und jede verbrauchte Energie zur Erreichung der Freiheit widmen wir denen, für die jede Hoffnung auf Erreichung vor dem Unverständnis und der Angst der anderen aufhört, den körperlich und geistig Behinderten, Asylanten und Verlassenen. Höhe 36 Meter, Länge der großen Flügel 32 Meter.
- Kathedrale Saint-Dié (romanisches Langhaus, Einwölbung 13. Jahrhundert, massive Zweiturmfassade des 18. Jahrhunderts). In der Seitenansicht wird das Langhaus, ungewöhnlich für die Romanik, durch Strebebögen und Strebepfeiler (Gewölbeschub des Langhauses) strukturiert.
- Liebfrauenkirche (Église Notre-Dame-de-Galilée), einheitlich ausgewogener romanischer Innenraum mit klassischer Flächengliederung, Einwölbung mit Kreuzgratgewölben. Im Westen massiger Portalturm vorgebaut.

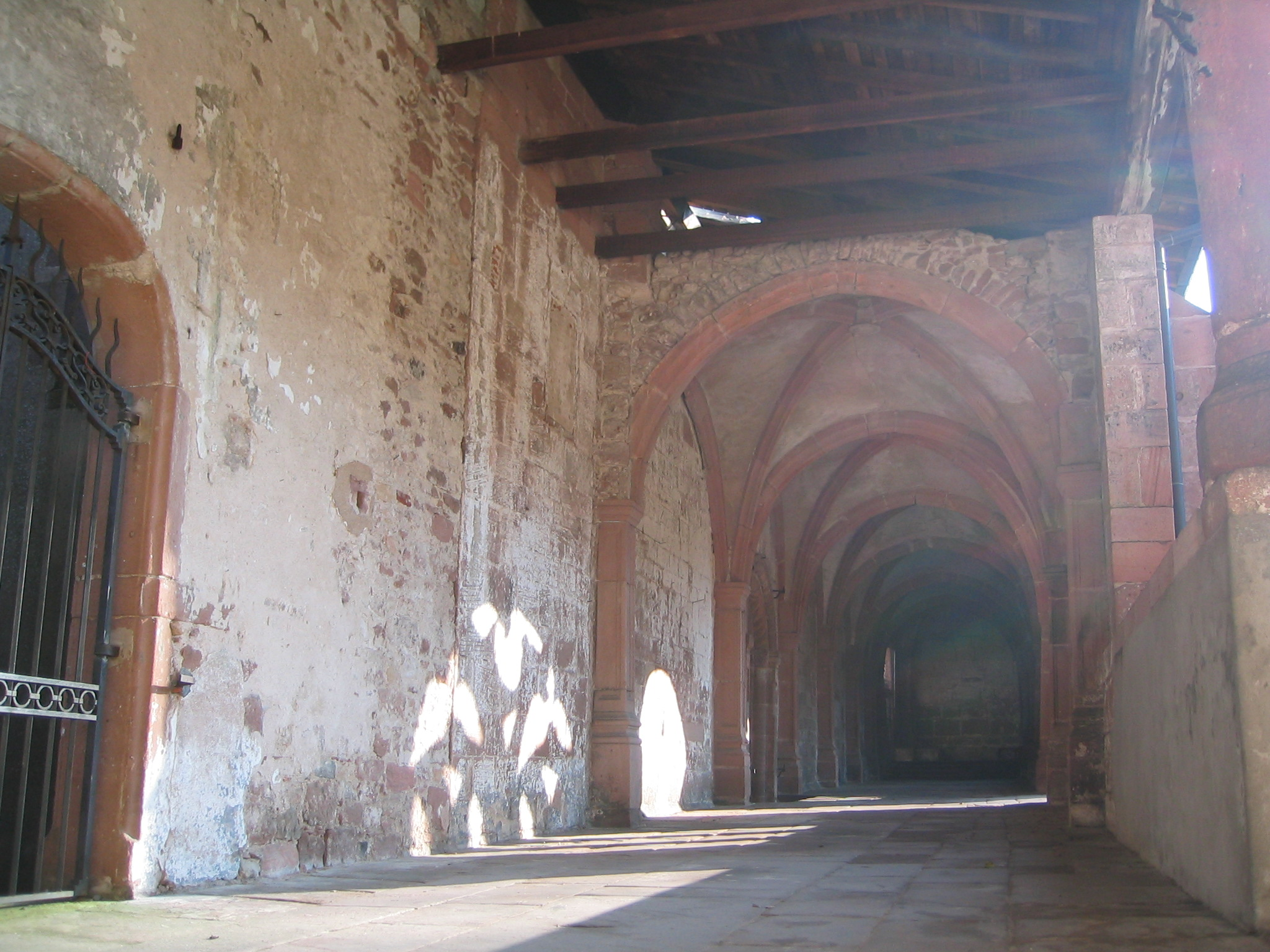
Kreuzgang zwischen Kathedrale und Liebfrauenkirche

- Kreuzgang zwischen Kathedrale und LiebfrauenkircheKreuzgang (Cloitre gothique) zwischen Kathedrale und Liebfrauenkirche, unvollendet in spätgotischen Formen mit Maßwerkfenstern. Am Ostflügel eine vom Kreuzgang zu betretende kleine Außenkanzel.
- Martins-Kirche
- Sankt-Rochus-Kapelle
- Brunnen
- Manufaktur Claude et Duval  (Architekt Le Corbusier)
- Museum Pierre-Noël
- Roche Saint-Martin
- Bergrücken La Bure

## Bildungseinrichtungen

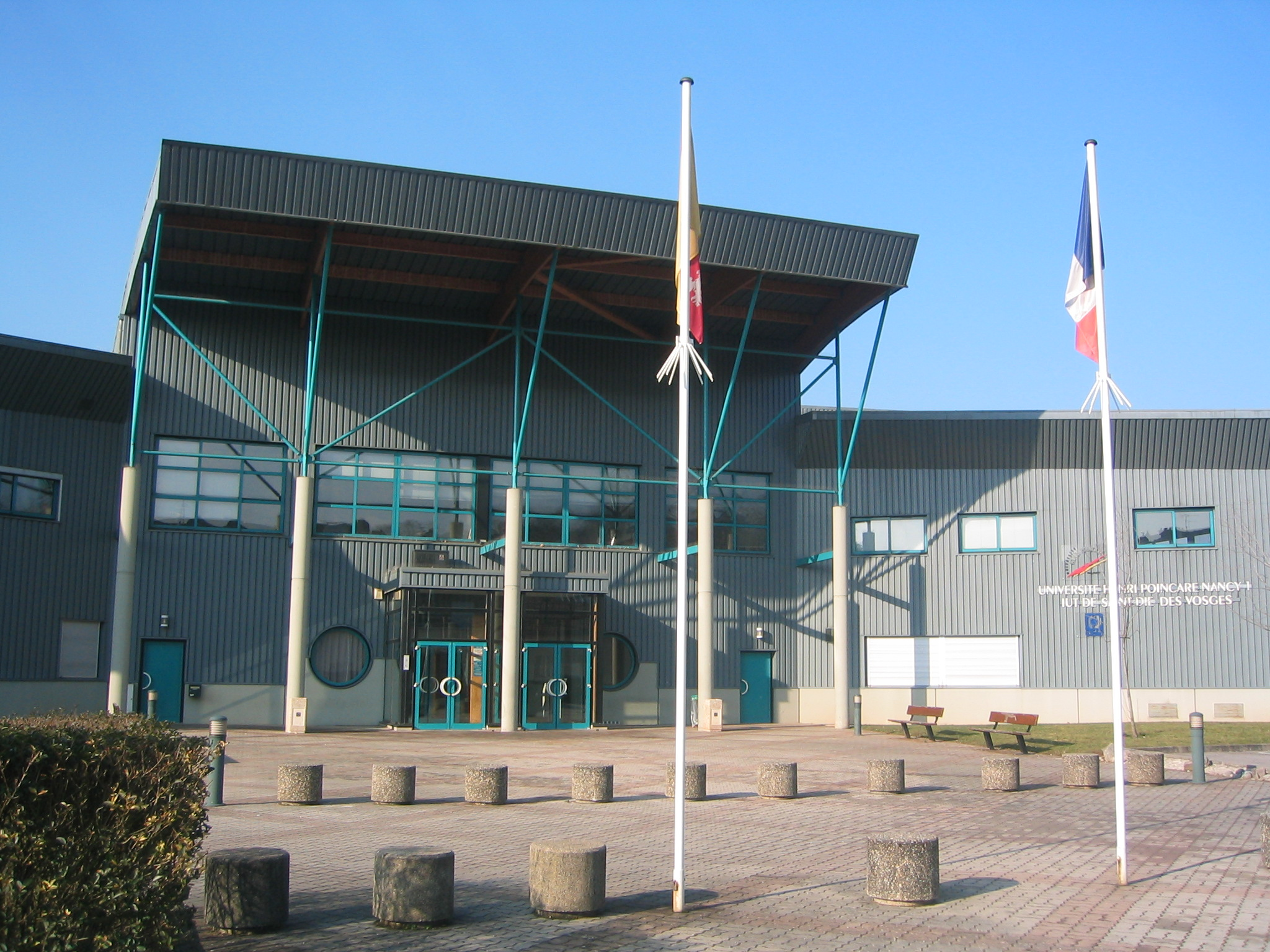
Institut universitaire de technologie

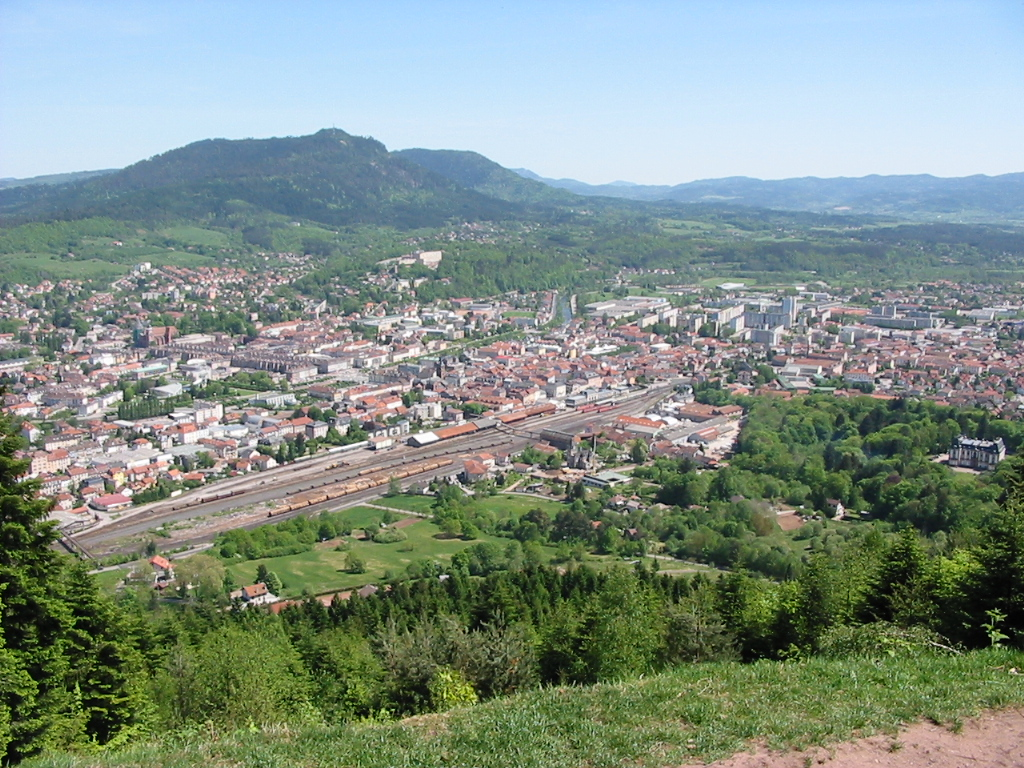
Die Stadt in den Vogesen.

- Technisches Hochschulinstitut: IUT (Institut universitaire de technologie)
- Lycée Jules-Ferry, Gymnasium

## Sport
Die Fußballer der Sports Réunis Déodatiens, die um 1980 mehrere Jahre in der zweiten Division spielten, tragen heute ihre Heimbegegnungen im Stade Émile Jeanpierre aus.

## Regelmäßige Veranstaltungen
- Festival international de géographie, jährlich Anfang Oktober

## Verkehr
In der Stadt beginnt in westliche Richtung die N59 nach Nancy. Richtung Straßburg bzw. Colmar führt die alte Hauptverbindung D459 als teilweise sehr kurvenreiche Passstraße durch die Vogesen. Die heutige Hauptroute nach Osten ist der mautpflichtige Maurice-Lemaire-Tunnel als N159, die dann als östlicher Zweig der N59 bis fast zur A35 führt.
Der Flughafen Straßburg ist 95 km weit entfernt, der Euroairport Basel 125 km.
Regelmäßige Regionalzüge verbinden die Stadt mit Nancy, Epinal und Straßburg. Einmal täglich (morgens hin, abends zurück) verkehrt ein TGV direkt nach Paris. Östlich der Nachbargemeinde Remomeix befindet sich der Regionalflugplatz Saint-Dié-Remomeix (Aérodrome de Saint-Dié – Remomeix).

## Persönlichkeiten
- Söhne und Töchter der Stadt
  - Catherine de Bar (1614–1698), Gründerin der Benediktinerinnen vom Heiligsten Sakrament
  - Jacques Augustin (1759–1832), Miniaturenmaler
  - Franz Xaver von Spitzemberg (1781–1864), württembergischer Generalleutnant
  - Jules Ferry (1832–1893), Rechtsanwalt und Politiker
  - Fernand Baldensperger (1871–1958), Dichter und Literaturwissenschaftler
  - Charles Schmidt (1872–1956), Archivar und Historiker
  - Yvan Goll (1891–1950), Schriftsteller
  - Louis Kuehn (1922–2008), Bischof von Meaux
  - Michel Kuehn (1923–2012), Bischof von Chartres
  - Christian Didier (1944–2015), Attentäter
  - Jean-Marcel Nartz (* 1946), deutscher Boxfunktionär
  - Sylvain Dufour (* 1982), Snowboarder
  - Kalidou Koulibaly (* 1991), Fußballspieler
  - Julia Clair (* 1994), Skispringerin

- Andere Persönlichkeiten
  - Martin Waldseemüller (1472/1475–1520), Kartograph
  - Matthias Ringmann (1482–1511), Philosoph und Dichter
  - Joseph Pothier, (1835–1923), Benediktinerabt und Restaurator des Gregorianischen Chorals, Präsident der Päpstlichen Choralkommission zur Erarbeitung der Editio Vaticana
  - Le Corbusier (1887–1965), Architekt

Siehe auch: Liste der Bischöfe von Saint-Dié

## Partnerstädte
Saint-Dié-des-Vosges unterhält freundschaftliche Beziehungen zu acht Städten in acht Ländern:
- Arlon
- Cattolica
- Crikvenica
- Friedrichshafen
- Lowell (Massachusetts)
- Méckhé
- Lorraine
- Zakopane